# Маломусино
Малому́сино (рос. Маломусино, башк. Бәләкәй Муса) — присілок у складі Куюргазинського району Башкортостану, Росія. Входить до складу Ількінеєвської сільської ради.
Населення — 97 осіб (2010; 124 в 2002).
Національний склад:
- башкири — 94%